# Marlos Moreno
Marlos Moreno Durán, né le 20 septembre 1996 à Medellín, est un footballeur international colombien évoluant actuellement au poste d'ailier au CD Tenerife.

## Palmarès

### En club
Avec l'Atlético Nacional
- Champion de Colombie en 2015 (tournoi de clôture)
- Vainqueur de la Superliga Colombiana en 2016
- Vainqueur de la Copa Libertadores en 2016

### Distinction personnelle
- Meilleur passeur de la Copa Libertadores en 2016

## Statistiques

### En club
Le tableau ci-dessous récapitule les statistiques de Marlos Moreno lors de sa carrière en club :
| Saison                | Club                        | Championnat           | Championnat | Championnat | Coupe(s) nationale(s) | Coupe(s) nationale(s) | Compétition(s) continentale(s) | Compétition(s) continentale(s) | Compétition(s) continentale(s) | Autres compétitions | Autres compétitions | Autres compétitions | Total | Total |
| Saison                | Club                        | Division              | M.          | B.          | M.                    | B.                    | Comp.                          | M.                             | B.                             | Comp.               | M.                  | B.                  | M.    | B.    |
| 2014                  | Atlético Nacional           | 1                     | 1           | 0           | 2                     | 0                     | -                              | -                              | -                              | -                   | -                   | -                   | 3     | 0     |
| 2015                  | Atlético Nacional           | 1                     | 11          | 3           | -                     | -                     | -                              | -                              | -                              | PO                  | 6                   | 2                   | 17    | 5     |
| 2016                  | Atlético Nacional           | 1                     | 9           | 0           | -                     | -                     | CL                             | 13                             | 3                              | SL                  | 1                   | 0                   | 23    | 3     |
| 2016-2017             | Deportivo La Corogne (prêt) | 1                     | 18          | 0           | 4                     | 0                     | -                              | -                              | -                              | -                   | -                   | -                   | 22    | 0     |
| 2017-2018             | Girona FC (prêt)            | 1                     | 0           | 0           | 0                     | 0                     | -                              | -                              | -                              | -                   | -                   | -                   | 0     | 0     |
| Total sur la carrière | Total sur la carrière       | Total sur la carrière | 39          | 3           | 6                     | 0                     | -                              | 13                             | 3                              | -                   | 7                   | 2                   | 65    | 8     |

### But en équipe nationale
| No | Date         | Stade, ville, pays               | Adversaire | Résultat | Compétition             |
| -- | ------------ | -------------------------------- | ---------- | -------- | ----------------------- |
| 1  | 11 juin 2016 | NRG Stadium, Houston, États-Unis | Costa Rica | D 2-3    | Copa América Centenario |